# Pěnkavka kokosová
Pěnkavka kokosová (Pinaroloxias inornata) je druh zpěvného ptáka. Je endemitem Kokosového ostrova a jedná se o jedinou z tzv. Darwinových pěnkav, která nepochází z Galapág. Jedná se o jediný druh rodu Pinaroloxias.

## Popis
Měří na délku zhruba 12 cm. Projevuje se výrazný pohlavní dimorfismus. Hnízdění probíhá po celý rok, ale nejvíce se koncentruje v lednu až květnu.

## Výskyt
Obývá všechna dostupná stanoviště na ostrově, včetně houštin ibišku podél pobřeží, lesů, otevřené krajiny a je běžný i v narušené vegetaci. Je to generalista, ale jednotliví ptáci se obvykle specializují na jednu nebo několik různých technik shánění potravy používaných u druhu jako celku.

## Galerie

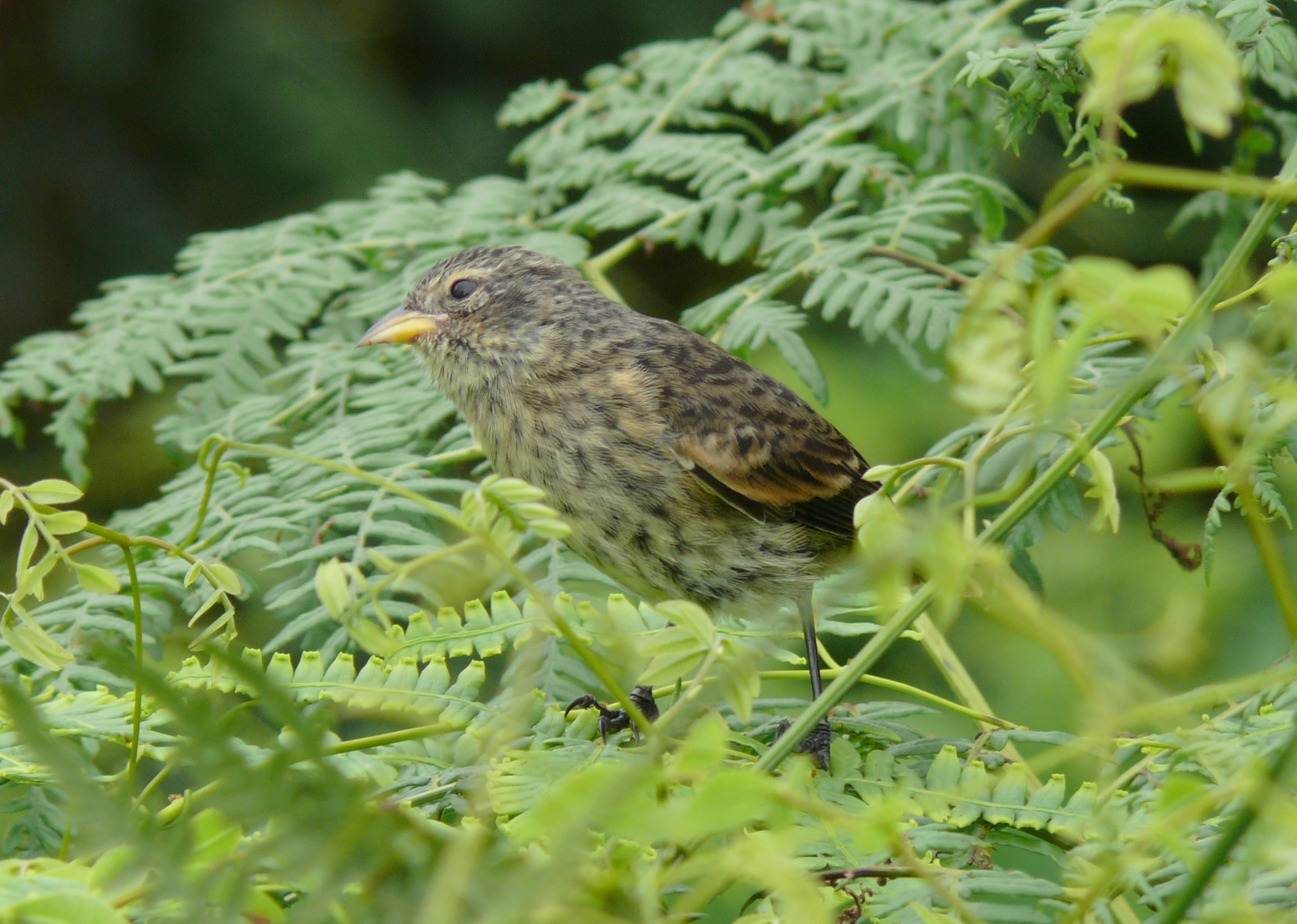
Samice
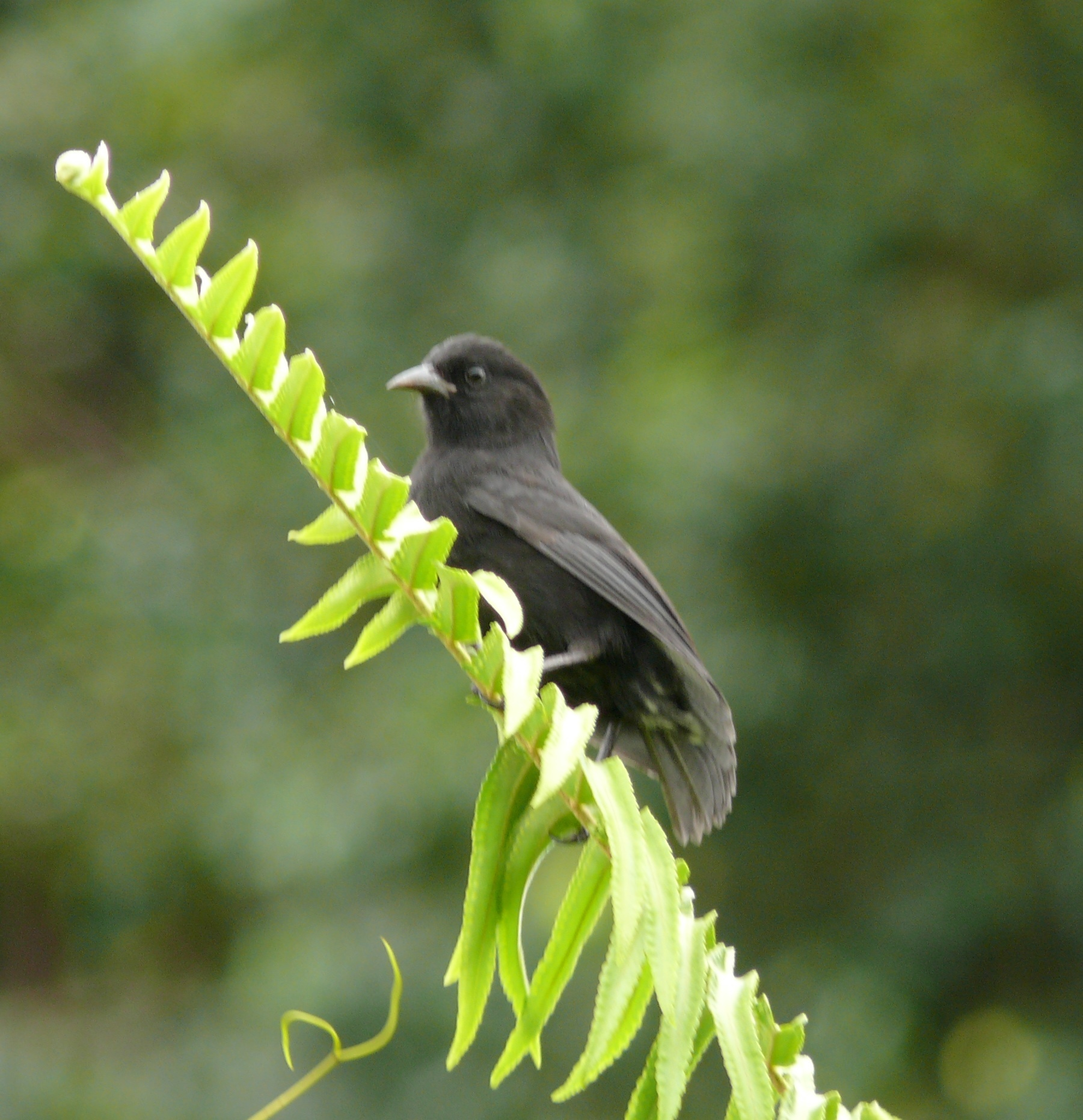
Samec